# Тит Генуций
Тит Генуций (на латински: Titus Genucius) е политик на Римската република през 5 век пр.н.е. Произлиза от фамилията Генуции.
През 476 пр.н.е. Генуций е народен трибун заедно с Квинт Консидий и подготвя с него аграрен закон. С Тит Менений Ланат двамата трибуни се стремят да успокоят положението след избиването на 306 Фабии в битката при Кремера. Консули тази година са Авъл Вергиний Трикост Руцил и Спурий Сервилий Приск.